# Olaf Stapledon
William Olaf Stapledon, född 10 maj 1886 i Seacombe, Wallasey, Cheshire, England, Storbritannien, död 6 september 1950 i Caldy, Cheshire, England, Storbritannien, var en brittisk science fiction-författare. 
Olaf Stapledon är mest känd för sin bok Stjärnskaparen där huvudpersoner med tiden bli del av ett större och större medvetande, till slut omfattande hela stjärnsystem.
Verk av Stapledon, utgivna på svenska:
- De sista och de första människorna : en berättelse om den nära och den fjärran framtiden, övers. Artur Lundkvist, Stockholm, 1971  ISSN 0346-6574 ; 428. Utgiven även 1935 under titeln  De första och de sista människorna.
- Stjärnskaparen, övers. Gunnar Gällmo, Bromma, 1978, ISBN 91-7228-184-7.

I Frans G Bengtssons De långhåriga merovingerna  finns essän ”En dröm om människan” som handlar om bland annat The First and Last Men (svensk översättning De sista och första människorna) och en annan bok av Olaf Stapledon, The Last Men in London (1932).